# مأفون
مأفون مصطلح يستخدم في علم النفس للدلالة على التخلف العقلي البسيط. وارتبط هذا المصطلح بحركة تحسين النسل الأمريكية. وبمجرد انتشار المصطلح لم يعد يستخدمه علماء النفس حيث إنه كان يستخدم كسُبة وليس كمصطلح نفسي.

## الأصل والاستخدام
أول من استخدم مصطلح مأفون وبالإنجليزية "Moron" في عام 1910 واستخدمه عالم النفس هنري هـ. جودارد واشتقها من كلمة يونانية قديمة هي μωρός (moros) والتي تعني «غبي» (والتي تقابل كلمة oxy وتعني «حاد الذكاء» (انظر أيضًا: oxymoron))، واستخدمها لوصف الشخص البالغ لكن عمره العقلي لا يتجاوز طفلاً عمره من 8 إلى 12 عامًا على مقياس بينيه. ويطبق على الأشخاص نسبة الذكاء لديهم 51–70، وهم يتفوقون بدرجة واحدة على «الأبله» (نسبة ذكائه 26–50) ويفوق بدرجتين «المعتوه» (نسبة الذكاء of 0–25). وكانت تعتبر كلمةمأفون، بالإضافة للكلمات الأخرى مثل «العته» و«البله» و«الغباء»، و«ضعف العقل»، تعتبر في السابق صفات صالحة للاستخدام في مجتمع علم النفس ولم يعد علماء النفس يستخدمونها الآن.
وبعد أن نشأت معارضة لمحاولة جودارد لنشر أفكاره؛ تراجع جودارد عن أفكاره السابقة حول المأفون حيث قال: «ربما لا يزال هناك خلاف حول أن الوالدين المأفونين ينجبان أطفال يتسمون بالبله والعته. ولا يوجد دليل على هذه الحالة. والخطر من حدوث ذلك على الأرجح لا يذكر.»